# Lliga espanyola d'hoquei sobre patins masculina 2017-2018
La Lliga espanyola d'hoquei patins masculina 2017-2018, coneguda com a OK Lliga, és la quarantena-novena edició de la Lliga espanyola d'hoquei patins masculina. La competició va començar el 7 d'octubre de 2017 i finalitzà el 27 de maig de 2018. El Barcelona Lassa és actual campió.

## Equips

### Ascensos i descensos
| Pos | Descensos de OK Lliga | Punts |
| --- | --------------------- | ----- |
| 14è | CP Alcobendas         | 23    |
| 15è | CP Vilafranca         | 23    |
| 16è | Manlleu               | 22    |

| Pos | Ascensos de Primera Divisió | Punts |
| --- | --------------------------- | ----- |
| 1r  | CH Palafrugell              | 49    |
| 2n  | Asturhockey CP              | 47    |
| 3r  | CE Arenys de Munt           | 46    |

### Equips participants
| Equip                     | Ciutat                   | Pavelló                 |
| ------------------------- | ------------------------ | ----------------------- |
| Arenys de Munt            | Arenys de Munt           | Pavelló Municipal       |
| Asturhockey               | Grado                    | Polideportivo Municipal |
| Barcelona Lassa           | Barcelona                | Palau Blaugrana         |
| Recam Làser Caldes        | Caldes de Montbui        | Torre Roja              |
| CityLift Girona           | Girona                   | Pavelló de Palau II     |
| Igualada                  | Igualada                 | Poliesportiu Les Comes  |
| Liceo                     | La Corunya               | Pazo Riazor             |
| ICG Software Lleida       | Lleida                   | Onze de Setembre        |
| Lloret Vila Esportiva     | Lloret de Mar            | Pavelló Municipal       |
| Noia Freixenet            | Sant Sadurni d'Anoia     | Pavelló Olimpic         |
| Corredor Mató Palafrugell | Palafrugell              | Pavelló Municipal       |
| Enrile PAS Alcoi          | Alcoi                    | Frencesc Laporta        |
| Reus Deportiu             | Reus                     | Palau Reus Deportiu     |
| Moritz Vendrell           | El Vendrell              | Pavelló Vendrell        |
| Vic                       | Vic                      | Pavelló Olimpic         |
| Voltregà                  | Sant Hipòlit de Voltregà | Pavelló Municipal       |

### Equips per Comunitat Autònoma
| Núm. | Comunitat Autònoma | Equips |
| ---- | ------------------ | --- |
| 13   | Catalunya          | CE Arenys de Munt, Barcelona Lassa, CH Caldes, Girona CH, Igualada HC, Lleida Llista Blava, CH Lloret, CE Noia, CH Palafrugell, Reus Deportiu, CE Vendrell, CP Vic i CP Voltregà |
| 1    | Astúries           | Asturhockey CP |
| 1    | Galícia            | HC Liceo |
| 1    | País Valencià      | Pas Alcoi |

## Classificació
| Pos | Equip                         | PJ | PG | PE | PP | GF  | GC  | DG   | Pts | Classificació o descens              |
| --- | ----------------------------- | -- | -- | -- | -- | --- | --- | ---- | --- | ------------------------------------ |
| 1   | Barcelona Lassa (C)           | 30 | 25 | 4  | 1  | 147 | 47  | +100 | 79  | Classificació per la Copa d'Europa   |
| 2   | Liceo                         | 30 | 22 | 2  | 6  | 133 | 66  | +67  | 68  | Classificació per la Copa d'Europa   |
| 3   | Reus Deportiu                 | 30 | 22 | 1  | 7  | 148 | 87  | +61  | 67  | Classificació per la Copa d'Europa   |
| 4   | Noia Freixenet                | 30 | 15 | 8  | 7  | 105 | 75  | +30  | 53  | Classificació per la Copa d'Europa   |
| 5   | ICG Software Lleida           | 30 | 16 | 4  | 10 | 122 | 92  | +30  | 52  | Classificació per la Copa de la CERS |
| 6   | Igualada Rigat                | 30 | 15 | 3  | 12 | 85  | 73  | +12  | 48  | Classificació per la Copa de la CERS |
| 7   | Citylift Girona               | 30 | 13 | 5  | 12 | 89  | 86  | +3   | 44  | Classificació per la Copa de la CERS |
| 8   | Voltregà                      | 30 | 12 | 8  | 10 | 84  | 89  | −5   | 44  | Classificació per la Copa de la CERS |
| 9   | Recam Làser Caldes            | 30 | 13 | 5  | 12 | 74  | 86  | −12  | 44  | Classificació per la Copa de la CERS |
| 10  | Vendrell                      | 30 | 13 | 5  | 12 | 82  | 87  | −5   | 44  |                                      |
| 11  | Vic                           | 30 | 8  | 9  | 13 | 68  | 90  | −22  | 33  |                                      |
| 12  | Lloret Vila Esportiva         | 30 | 8  | 7  | 15 | 69  | 91  | −22  | 31  |                                      |
| 13  | PAS Alcoy                     | 30 | 9  | 4  | 17 | 81  | 105 | −24  | 31  |                                      |
| 14  | Arenys de Munt (R)            | 30 | 5  | 4  | 21 | 57  | 124 | −67  | 19  | Descens a la Primera Divisió         |
| 15  | Corredor Mató Palafrugell (R) | 30 | 4  | 3  | 23 | 69  | 129 | −60  | 15  | Descens a la Primera Divisió         |
| 16  | Asturhockey (R)               | 30 | 3  | 2  | 25 | 64  | 150 | −86  | 11  | Descens a la Primera Divisió         |